# Kyanippos
Kyanippos (gr. Кυάνιππоς) – w mitologii greckiej myśliwy, Tesalczyk, syn Faraksa, nieszczęśliwy mąż Leukone.
Pochodził z Tesalii, był synem Faraksa. Za żonę pojął Leukone, którą wyróżniało pochodzenie ze znakomitego tesalskiego rodu, jak i uroda. Kyanippos kochał ją, jednakże jeszcze większą miłością darzył polowania, którym oddawał się całymi dniami. Opuszczał swe domostwo porankiem, pozostawiając żonę, a wracał dopiero późnym wieczorem, po całym dniu uganiania się po lasach, ciężko zmęczony, po czym kładł się do łóżka i zasypiał. Nie podobało się to Leukone, która czuła się zaniedbywała przez stroniącego od niej męża. Nudziła się sama całymi dniami w pustym domu. Nie rozumiejąc, czemu przedkłada dzicz nad piękną żonę, postanowiła w końcu podążyć za nim i poznać powód, dla którego nie spędza czasu z nią, tylko w puszczy. W tajemnicy przed wszystkimi opuściła dom, nie informując o tym męża ani służących. Ruszyła za Kyanipposem do lasu. W gęstwinie wyczuły ją psy, z którymi polował jej mąż. Rzuciły się na Leukone i rozszarpały ją. Kyanippos podążył za swą sforą i zobaczył, że jego własne psy zagryzły jego żonę. Pogrążył się w rozpaczy. Zbudowanej zmarłej stos pogrzebowy, na którym złożył jej zwłoki. Zabił następnie swe psy, sprawców jej śmierci, i je również ułożył na stosie. Dokończył dzieła, dokonując samobójstwa.